# Gulfstream G550
El Gulfstream G550 és un avió de negocis bireactor fabricat per Gulfstream Aerospace. És designat Gulfstream GV-SP en el seu certificat de tipus i pot transportar entre 14 i 19 passatgers segons la configuració. Obtingué el certificat de tipus de l'Administració Federal d'Aviació (FAA) dels Estats Units el 14 d'agost del 2003. Com a resultat de la seva substitució progressiva pel Gulfstream G600, el G550 ja tan sols es fabrica per a aplicacions especials i comandes de governs.